# Sclerocyphon striatus
Sclerocyphon striatus is een keversoort uit de familie keikevers (Psephenidae). De wetenschappelijke naam van de soort werd in 1895 gepubliceerd door Arthur Mills Lea.